# Massimo Lorenzi
Massimo Lorenzi est un journaliste de télévision suisse (binational italo-suisse), né le 21 août 1961 en Vénétie, dans le nord de l'Italie.

## Biographie

### Origines et famille
Massimo Lorenzi naît le 21 août 1961 en Vénétie, dans le nord de l'Italie. Il a un frère cadet, Mauro, devenu chef du service de la voirie de la ville de Genève.
Son père, Alferio, est originaire du Val d'Astico (it), au nord de la Vénétie, tout comme sa femme, née Vittoria Sella, issue d'une famille plus aisée de Vérone. Après avoir émigré en Suisse alémanique pour travailler sur des chantiers comme maçon puis obtenu une autorisation de séjour, il fait venir clandestinement sa femme et son fils à Genève en février 1962,,.
Massimo Lorenzi se fait naturaliser suisse vers l'âge de 20 ans. Il est marié et père de trois enfants,, dont Jules Lorenzi, l'aîné, membre socialiste du Conseil municipal de la ville de Genève depuis 2020.

### Études et parcours professionnel
Massimo Lorenzi étudie les sciences politiques à l'Université de Genève, où il obtient une licence.
Après un stage de journaliste au journal La Suisse, en 1986 et des participations à des émissions radio avec Madeleine Caboche, il entre en juin 1989 à la Télévision suisse romande (TSR) à la suite d'un premier stage de 15 jours qui convainc Jean-Philippe Rapp. Il collabore successivement au TJ Midi, au TJ Nuit puis à Temps présent,.
De 1993 à 1998, il présente le TJ Soir, puis à partir de 1999 le magazine Viva. En 2001, il crée le magazine de société Autrement dit, puis le magazine culturel La tête ailleurs, jusqu'à fin juin 2005. Il collabore également à Passe-moi les jumelles.
En 2005[réf. souhaitée], il enseigne au centre de formation TSR. Il est aussi coproducteur et coprésentateur d'Infrarouge.
Il est coordinateur national pour la TSR de l’Euro 2008. Dès janvier 2009[réf. souhaitée], il est rédacteur en chef des Sports à la TSR.
En 2016, il est condamné pour avoir insulté et frappé un militant du Mouvement citoyens genevois.

## Publication
- Entretiens avec Cornelio Sommaruga, président du CICR, Favre, 1998, 169 p. (ISBN 2828905527)